# كأس العالم لكرة الماء فينا 1989
كأس العالم لكرة الماء (فينا) 1989 كان الموسم السادس من كأس فينا، ونظمت من قبل الاتحاد الدولي للسباحة (FINA). وجرت المنافسات في برلين الغربية، ألمانيا الغربية.
وتوج منتخب يوغوسلافيا بكأس البطولة. فيما حل منتخب إيطاليا في المركز الثاني، ومنتخب المجر في المركز الثالث.

## الترتيب
| الترتيب | الفريق           |
| ------- | ---------------- |
| الأول   | يوغوسلافيا       |
| الثاني  | إيطاليا          |
| الثالث  | المجر            |
| 4.      | إسبانيا          |
| 5.      | ألمانيا الغربية  |
| 6.      | الاتحاد السوفيتي |
| 7.      | أستراليا         |
| 8.      | الولايات المتحدة |

| كأس العالم لكرة الماء فينا 1989 |
| ------------------------------- |
| · يوغوسلافيا · للمرة الثانية    |